# 牌坊街礼拜堂
牌坊街礼拜堂，位于山东省济宁市市中区，是中华人民共和国山东省文物保护单位之一。
牌坊街礼拜堂由美北长老会开辟于1892年。位于牌坊街路西，市第一人民医院西邻，为济宁市市中区两处开放基督教教堂之一（另一处为黄家街教堂，最初由美南浸信会开辟，亦为文物保护单位）。
2006年12月7日，授予山东省文物保护单位，是一座近现代重要史迹及代表性建筑。